# 公民证 (朝鲜)
公民证是朝鲜民主主义人民共和国17岁以上公民的身份证明，由朝鲜民主主义人民共和国社会安全机关（相当于中华人民共和国公安机关）颁发。

## 颁发
根据《朝鲜民主主义人民共和国公民登记法》规定：公民应当向所在地区的社会安全机关登记居住。在这种情况下，需要提交居住登记申请书。居住登记申请书应注明姓名、性别、出生日期、出生地、居住地等。
出生证、公民证、平壤市民证均是朝鲜民主主义人民共和国公民的身份证明。根据《朝鲜民主主义人民共和国公民登记法》规定，对登记出生的公民发给出生证，但只对17岁以上的公民发给公民证，对居住在平壤市的17岁以上的公民发给平壤市民证。
公民证上注明朝鲜民主主义人民共和国公民的姓名、性别、出生日期、民族、居住地、婚姻关系、血型等信息。

## 注销或收回
《朝鲜民主主义人民共和国公民登记法》规定：公民加入朝鲜人民军、朝鲜社会安全军、社会安全机关、安全保卫机关，或者是死亡、患有精神病或被开除国籍，将把出生证、公民证、平壤市民证交给居住地区的社会安全机关。被法院判处有期徒刑、无期徒刑者，将收回出生证、公民证、平壤市民证；被判处缓刑者的出生证、公民证、平壤市民证不被收回。